# Heart of Gold (film 1919)
Heart of Gold è un film muto del 1919 diretto da Travers Vale. Prodotto e distribuito dalla World Film, aveva come interpreti Louise Huff, Johnny Hines, Grace Barton, Marion Barney, Robert Fischer, Tony Merlo, William A. Williams, Margaret Vaughan, Louis Reinhard.

## Trama
Rimasta sola dopo la morte della madre, Annie Wilkes lascia la sua cittadina di provincia per cercare lavoro e fortuna a New York. Studentessa d'arte, viene assunta nel laboratorio di sartoria di madame Estelle e partecipa a un concorso lanciato per disegnare un nuovo abito standardizzato per le donne americane da indossare in periodo di guerra al fine di aiutare lo sforzo economico bellico. A vincere il premio di cinquemila dollari sarà proprio il bozzetto di Annie, chiamato Cuore d'oro (Heart of Gold), un modello che incontra subito un grande successo, imitato dappertutto in città dove ha scatenato una vera moda. Ma l'avida madame Estelle ne rivendica il merito e, per di più, licenzia Annie. Il suo fidanzato, Mike Monahan, per difenderne gli interessi, assume un avvocato ma quest'ultimo, dopo aver rubato il disegno originale, si accorda con madame Estelle, mettendosi in società con lei. Annie, tentando di recuperare il bozzetto, viene arrestata per furto e finisce in carcere. Mike, però, riesce a far emergere la verità e Annie viene riabilitata.

## Produzione
La lavorazione del film, prodotto dalla World Film, iniziò nel corso della prima guerra mondiale ed ebbe il supporto di istituzioni federali statunitensi.

## Distribuzione
Il copyright del film, richiesto dalla World Film Corp., fu registrato il 21 gennaio 1919 con il numero LU13348. Distribuito dalla World Film, il film uscì nelle sale cinematografiche statunitensi il 27 gennaio 1919.
Copia completa della pellicola si trova conservata negli archivi del George Eastman House di Rochester.